# Bolboschoenus yagara
Bolboschoenus yagara là một loài thực vật có hoa trong họ Cói. Loài này được (Ohwi) Y.C.Yang & M.Zhan mô tả khoa học đầu tiên năm 1987 publ. 1988.